# Pistola Beholla
La Beholla es una pistola semiautomática calibre 7,65 mm desarrollada por Becker & Hollander. Durante Primera Guerra Mundial, fue la pistola secundaria utilizada por el Ejército Imperial Alemán. Se fabricó entre 1915 y 1918, se produjeron alrededor de 45.000 pistolas
Después de la Gran Guerra, la firma de Waffenfabrick August Mentz de Suhl continuó la producción de la Beholla como la "Menta".

## Usuarios
- Imperio alemán
- Finlandia: Más de 100 pistolas fueron suministradas a tropas de retaguardia y empleadas por la Policía Ferroviaria durante la Segunda Guerra Mundial.[2]
- Lituania: 1.353 pistolas, obtenidas entre 1919-1920.